# Material (3D-Computergrafik)
Ein natürliches Material wird in der 3D-Computergrafik entweder durch konstante Farbwerte oder Texturen definiert.
Dabei sind einige Techniken echtzeitfähig, andere Methoden sind durch die aufwändigen Berechnungsverfahren realistischen Renderprogrammen vorbehalten.
Als echtzeitfähig, da sie im Gouraud Shading von den meisten Grafikkarten unterstützt werden, gelten folgende Materialeigenschaften:
- Ambient Lighting beschreibt die Objektfarbe durch einen konstanten Wert und simuliert die indirekte Beleuchtung durch die Umgebung.
- Diffuse Lighting beschreibt die Wirkung einer matten Oberfläche, von der das Licht gleichmäßig in alle Richtungen abgegeben wird.
- Specular Lighting: Dabei ist einstellbar, in welchem Winkelbereich, wie stark und in welcher Farbe ein Körper das Licht einer Lichtquelle reflektiert. Annähernd echt wirkende Reflexion wird durch eine Textur erzeugt, deren Texturpunkte sich gemäß dem Reflexionsgesetz aus Betrachterpunkt und Oberflächennormalenvektor ergeben.
- Emissive Lighting beschreibt das Selbstleuchten von Objekten, wie zum Beispiel Lampen.
- Die Transparenz beschreibt die Durchsichtigkeit eines Materials.

Als nicht echtzeitfähig (auch wenn sie von neuesten Grafikkarten zunehmend unterstützt werden) gelten:
- Bumpmapping beschreibt das Oberflächenrelief durch eine Textur.
- Displacement Mapping.
- Reflexion wird entweder durch Reflection Mapping oder durch Raytracing simuliert.
- Refraktion (Lichtbrechung) im Material.
- Kompliziertere Beleuchtungsmodelle.
- Lichtstreuung im Material.

Die genauen Bezeichnungen können sich von Programm zu Programm ändern.
Anzumerken ist, dass es sich bei den verwendeten Techniken um reine Nachbildungen visueller Effekte handelt, die nur die Illusion erwecken, es würden tatsächliche Lichteigenschaften nachgebildet. Tatsächlich ist es so, dass die verwendeten Algorithmen nur zu einem kleinen Teil tatsächlich auf physikalischen Verhaltensweisen von Licht in Interaktion mit Materie basieren.